# Alejandro Cappuccio
Alejandro Martín Cappuccio Díaz (Montevideo, 2 de febrero de 1976) es un profesor de educación física, abogado, escribano, y entrenador de fútbol uruguayo sin club.

## Trayectoria
Cappuccio se graduó como profesor de educación física en 1998 y como escribano en 2000. Ha estado involucrado activamente en el fútbol desde joven; jugó en las divisiones inferiores del Club Nacional de Football como zaguero, desde 1990 a 1994. Más adelante comenzaría su carrera como entrenador trabajando en las divisiones inferiores de diversos equipos uruguayos.
El 14 de octubre de 2020, Cappuccio lideró a Rentistas hacia una victoria decisiva contra Nacional en un partido de desempate al final del Torneo Apertura del Campeonato Uruguayo. Al haber sido el ganador del Apertura, esto le permitió disputar la semifinal de la temporada, en la que vencería a Liverpool FC en la tanda de penales y lograría una clasificación histórica a la Copa Libertadores 2021, en la final sería superado por Nacional (ganador de la Tabla Anual), consiguiendo el subcampeonato de la temporada.
Después de la histórica campaña con Rentistas, fue contratado por Nacional como su nuevo entrenador en abril de 2021. El 22 de agosto acordó su desvinculación con Nacional, tras perder 2-0 ante River Plate y no conseguir el título del Torneo Apertura.
En agosto de 2022 asume como entrenador de Plaza Colonia
En noviembre de 2023 asume como entrenador de Wanderers.

## Estadísticas como entrenador
| Club                  | País    | Año       | PJ  | PG | PE | PP | GF  | GC  | DG  | Efectividad |
| --------------------- | ------- | --------- | --- | -- | -- | -- | --- | --- | --- | ----------- |
| Wanderers (juveniles) | Uruguay | 2010-2012 | -   | -  | -  | -  | -   | -   | -   | -           |
| Juventud (juveniles)  | Uruguay | 2012-2014 | -   | -  | -  | -  | -   | -   | -   | -           |
| Fénix (juveniles)     | Uruguay | 2014-2015 | -   | -  | -  | -  | -   | -   | -   | -           |
| Peñarol (juveniles)   | Uruguay | 2015-2017 | -   | -  | -  | -  | -   | -   | -   | -           |
| Rentistas             | Uruguay | 2018-2021 | 75  | 29 | 23 | 23 | 93  | 89  | +4  | 48.89%      |
| Nacional              | Uruguay | 2021      | 24  | 13 | 4  | 7  | 35  | 25  | +10 | 63.89%      |
| Plaza Colonia         | Uruguay | 2022      | 13  | 3  | 1  | 9  | 8   | 18  | -10 | 25.64%      |
| Wanderers             | Uruguay | 2023-2024 | 10  | 2  | 3  | 5  | 8   | 15  | -7  | 30%         |
| Total                 | Total   | Total     | 122 | 47 | 31 | 44 | 144 | 147 | -3  | 46.99%      |

## Palmarés como entrenador
| Título                     | Club      | País    | Año  |
| -------------------------- | --------- | ------- | ---- |
| Play-offs Segunda División | Rentistas | Uruguay | 2019 |
| Torneo Apertura            | Rentistas | Uruguay | 2020 |
| Supercopa de Uruguay       | Nacional  | Uruguay | 2021 |